# Bobrówka (Hajnówka)
Pour les articles homonymes, voir Bobrówka.
Bobrówka est un village de Pologne, situé dans la gmina de Czeremcha, dans le Powiat de Hajnówka, dans la voïvodie de Podlachie.

## Histoire
Bobrówka est située sur une petite crique du Brodziec, affluent de gauche de la Pulwa.
La Frontière russo-polonaise, aujourd'hui biélorusse, fut redéfinie après la Seconde Guerre mondiale, a coupé en deux le village.
Du côté soviétique de la frontière sont restés l'ancien palais de justice (délabré de nos jours), quelques bâtiments et une partie des jardins.

## Source
- (en) Cet article est partiellement ou en totalité issu de l’article de Wikipédia en anglais intitulé « Bobrówka, Hajnówka County » (voir la liste des auteurs).

1. ↑  (pl) « Gmina Czeremcha (podlaskie) » mapy, GUS, nieruchomości, szkoły, regon, kody pocztowe, bezrobocie, wypadki drogowe, wynagrodzenie, zarobki, tabele, edukacja, demografia, przedszkola, statystyki », sur Polska w liczbach (consulté le 28 juillet 2025)